# 小内刈

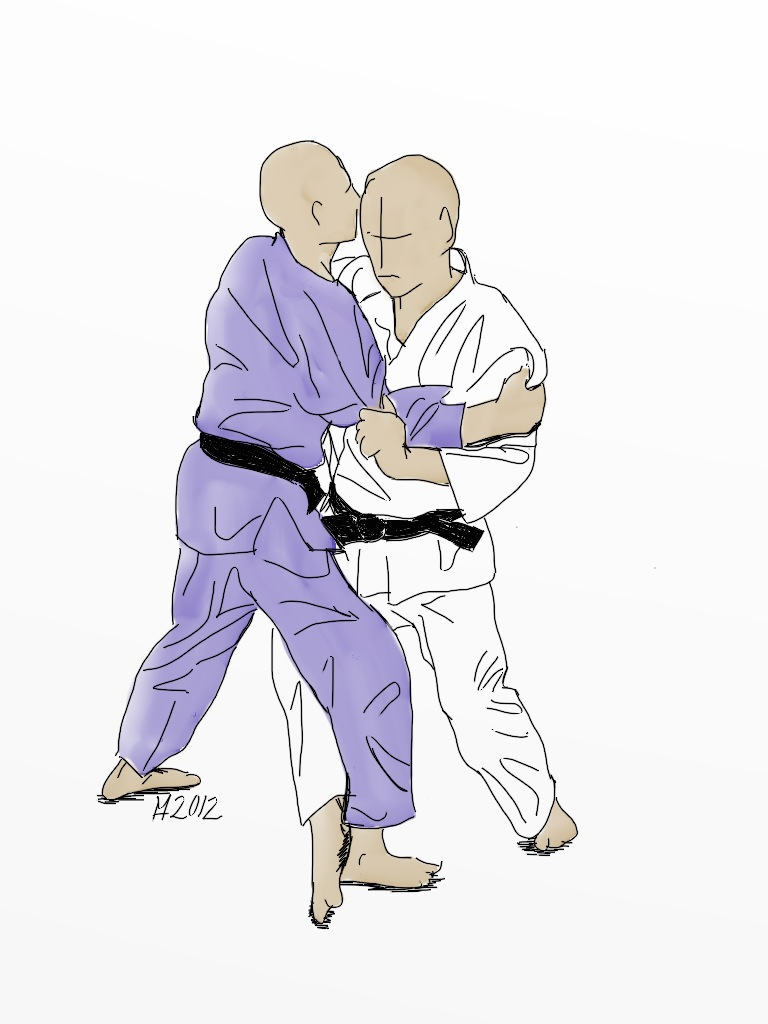
小内刈のイラスト

小内刈（こうちがり）は、柔道の投げ技の足技21本の一つで刈り技の一種である。講道館や国際柔道連盟 (IJF) での正式名。IJF略号KUG。

## 概要
自分の脚の内側で相手の脚を内側から刈る技。
体重のかかっている一方の脚を内側から手前に刈って倒す技である。右組の場合、相手（受）を真後ろまたは右後ろ隅に崩し、自分（取）の右足の土踏まず付近で受の右足の踵を爪先方向に刈り、後方に倒す。自らが下がりながらかける場合は、後ろさばきで相手の右足を大きく引き出し、体を左にさばき、右足裏で相手の右脚を内側から爪先の方向に刈る。
この技を防ぐコツは、掛けられた脚の力を抜くことである。力を入れていると上体に相手の力が伝わり、倒されやすくなる。力を抜けば、掛かっている脚にしか相手の力が伝わらず、容易に堪え、また外すことが出来るのである。
大内刈、内股、背負投などと連絡しやすいことからいろいろな変化がある。
女三四郎こと、山口香が、この技を得意としている。
1948年の講道館機関誌『柔道』で玉嶺生は、この技は相撲の決まり手ではちょん掛けにあたる技である旨、述べている。

## 変化

### 小内払
小内払（こうちはらい）は相手の体重のかかっている一方の脚を自分の脚を横に移動させ脚の内側で内から外に払っての小内刈。

### 両手殺し小内刈
両手殺し小内刈（りょうてころしこうちがり）は相手の両袖を取り、相手が右足を前に踏み出した瞬間、右足を相手の右踵に引っ掛け、同時に左手で相手の右手を相手のへそに押し付け、右手で相手の左手を相手の右肩に押し上げる。引っ掛けた相手の右足を両足の間に引き、相手の上体を押す小内刈。石黒敬七の得意技。別名石黒の小内刈（いしぐろのこうちがり）。

### 小内掛
小内掛（こうちがけ）は脚または足を掛かけるだけで刈る動作がない小内刈。柔道家の工藤一三は1956年の書籍『柔道講座』の小内掛の項で本法として小内巻込を紹介し、別法としてこの技を紹介している。別名小内落（こうちおとし）。

### 小内車
小内車（こうちぐるま）は小内刈の変化技。正式な技としては認められておらず、技を掛ける事は出来るが、脚を掛けて支点にした際に、小外刈、小外掛、大外刈、大外落に比べると、遊びが出来てしまい、相手に反撃されやすい。

## 返し技
返し技のうち、小内刈への特有の技としては、小内返、小内刈返しがある。他に返し技としては以下のようなものがある。動きは右組で解説している。
- 出足払で返す - 刈りに来た相手の右脚をかわし、その脚を自分の左足で払って投げる。
- 膝車で返す - 刈りに来た相手の右脚を自分の右足を浮かしてかわしたあと、その浮かした右足を相手軸脚（左脚）の膝に当て前方にひねって投げる。
- 朽木倒で返す - 刈りに来た相手の右脚を左手で抱え押し倒す。残った軸脚を内側から刈れば大内刈となる。
- 小内刈で返す - 刈りに来た相手の足を燕返の様にかわして、逆に小内刈をやり返すパターン
- 小内刈で返す - 相手の小内刈に対して、小内刈をやり返す。すなわち、相手の小内刈を自分の小内刈で押し返して投げる。つまり、小内刈に対する、カウンターパンチならぬカウンターキックとなる技である。

## 分類と名称
1982年の「講道館柔道の投技の名称」制定に際しては小内払や小内掛は講道館では新名称の候補に挙がったが小内刈に含めることになり、独立した技名と認められず採用されなかった。
かつて、講道館では横捨身技の小内巻込も小内刈に包含されていた。しかしながら、多様化する技術への対応のために講道館技研究部で技名称の再検討を行った結果、2017年に小内巻込をIJFに合わせる形で正式に横捨身技として認めることになった。